# ديف مكاري

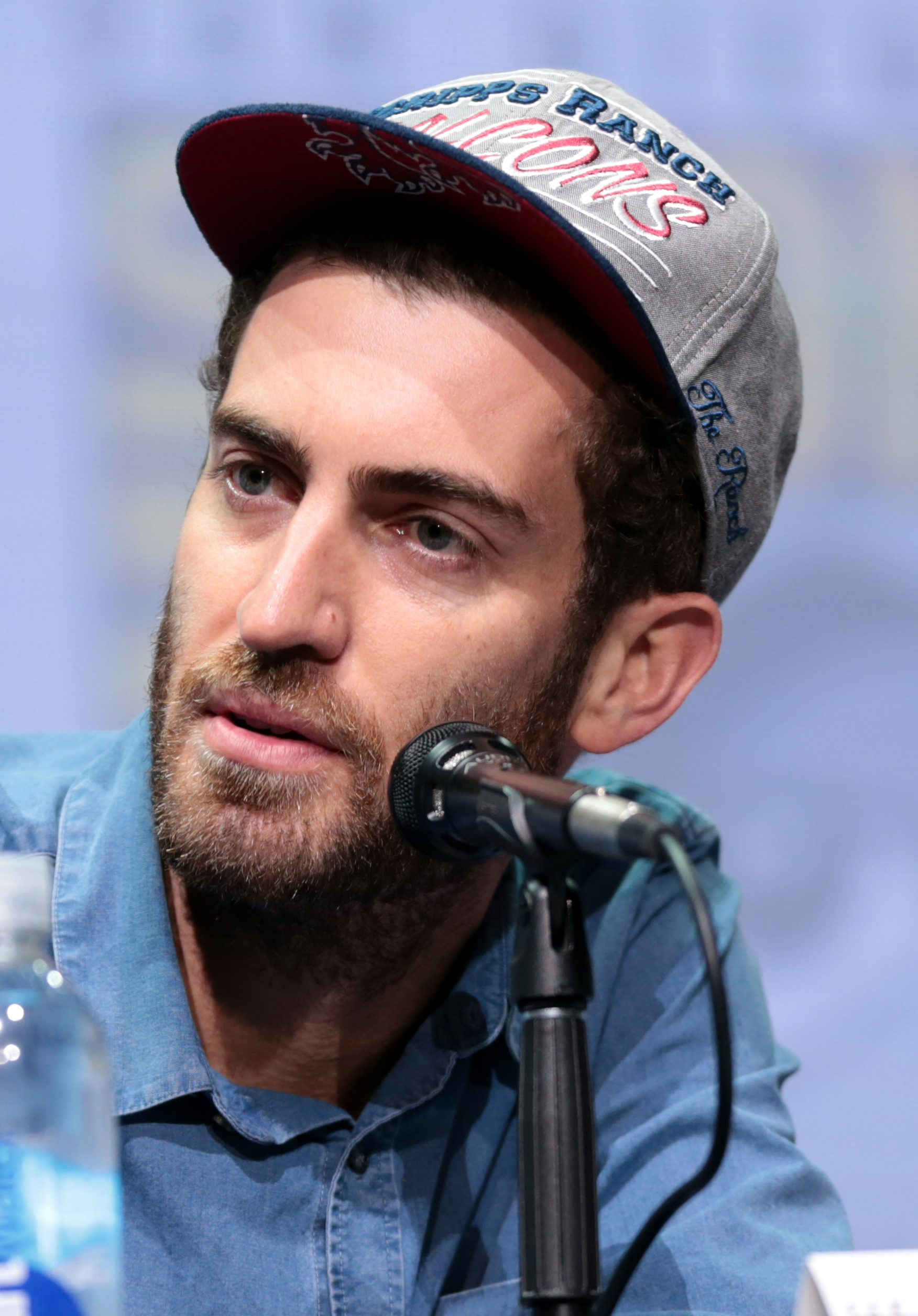
ديفيد لورانس مكاري

ديفيد لورانس مكاري (ولد في 2 يوليو 1985) هو كوميدي وكاتب ومخرج أمريكي. من عام 2013 إلى عام 2019 عمل كمخرج لأقسام من ساترداي نايت لايف وكان أيضًا المخرج الرئيسي للموسمين الأولين من سلسلة الإنترنت الشهيرة معارك الراب الملحمي التاريخي. أثناء دراسته الجامعية، شكل مجموعة كوميديا قود نيبر.